# Wild Honey
Wild Honey es el decimotercer álbum de estudio de la banda de rock estadounidense The Beach Boys, lanzado el 18 de diciembre de 1967. Fue la primera incursión del grupo en la música soul, y estuvo muy influenciado por los estilos de R&B asociados con los artistas de los sellos Motown y Stax Records, como Stevie Wonder. La canción principal e inicial del álbum, "Wild Honey", se convirtió en un éxito menor con solo una breve estancia en las listas, mientras que "Darlin'" llegó al top 20 de los Estados Unidos. El álbum en sí alcanzó el número 24 en los Estados Unidos y el número siete en el Reino Unido.
Las sesiones del álbum comenzaron inmediatamente después del abandono del fallido álbum en vivo Lei'd in Hawaii, y de la publicación de su anterior álbum de estudio Smiley Smile. Al igual que Smiley Smile, el combo instrumental básico de Wild Honey consiste en órgano, piano honky-tonk y bajo eléctrico. La producción fue acreditada una vez más al grupo en lugar de solo a Brian Wilson, quien gradualmente abdicó del liderazgo musical de la banda después de las sesiones difíciles para el abortado SMiLE. A petición de Brian, su hermano menor Carl comenzó a contribuir más en el proceso de grabación, una tendencia que continuó en álbumes posteriores.
Wild Honey se convirtió en el álbum menos vendido de los Beach Boys hasta ese momento, y permaneció en las listas de Estados Unidos por solo 15 semanas. Los críticos lo vieron inicialmente como otro disco intrascendente de la banda. El álbum también alienó a otros cuyas expectativas habían sido planteadas por SMiLE. Después de una reedición de 1974, Wild Honey fue revaluado por fanáticos y críticos que lo destacaron por su simplicidad y encanto. Sería el último álbum de The Beach Boys en presentar a Brian como compositor principal hasta Love You de 1977. La canción "Here Comes the Night" fue regrabada a fines de los años 70 en versión disco. En 2017 con la edición del álbum doble en CD 1967 – Sunshine Tomorrow se editó por primera vez una mezcla en estéreo del álbum.

## Antecedentes
El anterior álbum Smiley Smile editado en septiembre de 1967, alcanzó su punto máximo en el número 41 en las listas de Billboard de Estados Unidos por lo que fue la peor marca hasta ese momento. Una controversia que involucra si la banda debía ser tomada como un grupo de rock serio, tenía a críticos y fanáticos divididos. El álbum inacabado que Smiley Smile reemplazó, SMiLE, había adquirido una gran atención por parte de la prensa, por lo que Capitol Records todavía estaba interesado en editarlo. En julio de 1967, un memorando interno circuló por Capitol donde discutía planes inminentes para hacer de Smiley Smile una versión del SMiLE original de 10 pistas, pero esto nunca llegó a buen término. En cambio, el grupo intentó grabar un álbum en vivo, pero retocado en estudio, Lei'd in Hawaii. Cuando surgieron conflictos, la idea se abandonó a favor de un nuevo álbum de estudio.
La imagen en la parte frontal de la portada del álbum es una pequeña sección de una elaborada vidriera que adornaba la casa de Brian en Bel Air. El primo de los Wilson, Steve Korthoff, y su amigo Arnie Geller escribieron las notas originales del álbum: "Honey, de la variedad salvaje, en un estante en la cocina de Brian, no solo era un ayudante de la salud de todos los Beach Boys, sino la fuente de inspiración para el disco, Wild Honey ... Creemos que este es un gran álbum. Nos encanta escucharlo. Podríamos ser parciales porque trabajamos para los Beach Boys. Por favor, mira lo que piensas". Danny Hutton recordó: "El ambiente aún era genial. [Brian] me hizo pasar y de repente me dijo: '¡Tengo esta idea, amigo!' Luego señalo un tarro de miel salvaje. "¡Así es! ¡Así se llamará el álbum!" Y los otros muchachos estaban encantados".

## Estilo y producción
Wild Honey es un álbum de soul que mezcla estilos pop y R&B. A diferencia de las anteriores entregas con reminiscencias R&B de la banda, que normalmente consistían en riffs derivados de Chuck Berry, la mayor parte de Wild Honey recurría a la música soul más emotiva asociada con los sellos Motown y Stax Records. Edwin Faust de la revista Stylus escribió que su música se centra en: "simplemente en latiguillos pegadizos, melodías ágiles y una sensación de boogie-woogie". Lenny Kaye, escribiendo para Wondering Sound, consideró que sus "inclinaciones de R&B" pueden atribuirse a los roles vocales de Mike Love y Carl Wilson en el álbum. Carl dijo que su lado R&B "siempre había querido salir". Tenía una gran colección de discos de R&B cuando: "estábamos haciendo Pet Sounds, me iba a casa y ponía algo de Aretha, era una gran parte de mi vida". Según Love, la banda tomó la decisión consciente de estar: "completamente fuera de la corriente principal de lo que estaba sucediendo en ese momento, que era toda esa música hard rock/psicodélica. [El álbum] simplemente no tenía nada que ver con lo que estaba pasando". Billboard también se ha referido a él como un disco de pop rock.

Wild Honey era música para que Brian se calmara.

Carl Wilson.

Grabado principalmente en el estudio en la casa de Brian Wilson, el álbum puede ser visto retrospectivamente como la segunda entrega de una serie de tres álbumes lo-fi. En el momento de la grabación del álbum, Brian estaba cansado de producir a los Beach Boys después de haberlo hecho durante varios años, por lo que solicitó que su hermano Carl contribuyera más al respecto. Daniel Harrison describió a Wild Honey como un intento autoconsciente de los Beach Boys para "reagruparse" a sí mismos como una banda de rock en oposición a sus asuntos más orquestales del pasado. Bruce Johnston recordó: "Queríamos volver a ser una banda. Todo el asunto de [SMiLE] los había borrado a todos, y queríamos volver a tocar juntos". La última vez en que los Beach Boys habían hecho un álbum en el que esencialmente tocaban como una banda autónoma fue Shut Down Volume 2 de 1964.
El álbum difiere en muchos aspectos de sus anteriores entregas: contiene muy poco canto grupal en comparación con álbumes anteriores, y presenta principalmente a Brian cantando en su piano. Las sesiones de grabación duraron solo unas semanas, en comparación con los varios meses requeridos para el sencillo "Good Vibrations" (1966). Harrison dice que sus "canciones simples" carecían de la "rareza enigmática" y los "hipnotizadores virtuosos" presentes en Smiley Smile, pero presentaba el mismo enfoque de producción y un combo instrumental similar de órgano, piano honky-tonk y bajo electrónico. El piano fue ligeramente desafinado, lo que Brian dijo lo hizo "más como una guitarra de doce cuerdas, para obtener un sonido más suave ... Me encantó lo que hizo con el sonido del disco". Wild Honey fue el último álbum de The Beach Boys en mezclarse en mono.

## Canciones
Mike Love consideró que el título del álbum era sugerente tanto de miel comestible como de "cariño" como un término cariñoso, y escribió la letra de la canción principal "Wild Honey" desde la perspectiva de Stevie Wonder cantándola. La revista Rolling Stone caracterizó "Aren't You Glad" como una "una cucharada de amor con el toque de los Beach Boys", mientras que el editor de aquella revista Gene Sculatti dijo que "logra una suavidad de estilo Miracles a través de una canción tipo Bobby Goldsboro". "I Was Made to Love Her" fue grabado originalmente por Wonder, quien obtuvo un número dos en las listas en julio de 1967. El musicólogo Christian Matijas-Mecca identifica a "A Thing or Two" como "hermano" de "Gettin' Hungry" de Smiley Smile, y que el riff vocal sería repetido en "Do It Again", sencillo del grupo de 1968.
La segunda cara abre con "Darlin'", fue una de las producciones más desarrolladas del álbum, y se volvió a trabajar a partir de una composición de Brian Wilson y Mike Love titulada "Thinkin' Bout You Baby". Inicialmente, Brian había planeado dar esta canción (junto con "Time To Get Alone") a Three Dog Night, antes de que Carl y Mike insistieran en que Brian centrara su atención en producir trabajos para los Beach Boys. "I Love Just Once to See You" prefiguró el estilo de escritura que Brian exploraría más adelante en el próximo álbum de estudio Friends. Brian escribiría varias canciones de estilo "pedazos de mi vida" en los próximos años.
"Let the Wind Blow" fue la primera composición grabada por el grupo que está en el tempo 3/4 de principio a fin. "How She Boogaloed It" fue la primera canción original de The Beach Boys (sin incluir temas instrumentales y ni versiones) que no incluye contribuciones de Brian. La canción de cierre, "Mama Says", es un canto que se originó a partir de una encarnación inédita de la composición "Vegetables". Era la primera vez que se usaba una pista con enlaces temáticos a SMiLE para cerrar un álbum de The Beach Boys, los otros serían 20/20 (1969) y Surf's Up (1971). Inexplicablemente, cuando se lanzó la versión alternativa de "Mama Says" de "Vegetables", el crédito por la composición de Love no se respetó, y en su lugar Van Dyke Parks fue acreditado como el único coguionista de la canción.
En total, se le atribuye a Brian el cargo de compositor o cocompositor por solo 9 de 11 canciones, en comparación con Smiley Smile, en la que obtuvo un crédito por la composición de cada canción. Este sería el último álbum de la banda en tener a Brian como compositor principal, hasta Love You (1977). De las sesiones de Wild Honey quedaron las canciones "Can't Wait Too Long", "Time to Get Alone", "Cool, Cool Water", "Honey Get Home" y "Lonely Days". Además, la banda grabó versiones de los éxitos de Box Tops "The Letter" (1967) y "The Game of Love" de Clint Ballard Jr. (1965).

## Crítica
Al igual que Smiley Smile, Wild Honey fue revaluado por fanáticos y críticos que lo destacaron por su simplicidad y encanto después de que fue reeditado por Warner Bros. en 1974. En una guía retrospectiva de 1967 para The Village Voice de 1976, Robert Christgau sintió que Wild Honey es "tan leve" pero "perfecto y lleno de placer". Argumentó que, "casi sin un mal segundo", el álbum transmite "la problemática inocencia de los Beach Boys en un momento de atractivo pero peligroso juego psicodélico sturm und drang (es: tormenta e ímpetu). Su método es extravagante, sinceridad, y aficionismo cuidadosamente modulado, todo lo cual se manifiesta como humor". En 1978, puso a Wild Honey en el número diez en su lista de los mejores álbumes de rock. El productor de discos Tony Visconti lo listó como uno de sus trece álbumes favoritos y dijo que "sigo refiriéndome a este disco como un punto de referencia de la misma manera que lo hago con Revolver". En 2012, Rolling Stone clasificó Wild Honey en el número dos en su lista Coolest Summer Albums of All Time, elogiando su "espíritu hedonista del rock & roll", "humor" y "profundidad pensativa". Según Steven Gaines, Wild Honey es "considerado por muchos" como un álbum de soul. En The Rough Guide to rock (1996), Nig Hodgkins clasificó a Wild Honey mezcla de pop, soul y R&B.
En una crítica negativa, Spencer Owen, crítico de Pitchfork, dijo que solo "una o dos" canciones tienen éxito y la mayoría de Wild Honey "no es bonita" por su veta de R&B interpretada por "chicos surfistas blancos", incluyendo "una versión de Stevie Wonder cantada con tanta falsa alma como podría haber reunido Carl Wilson". Escribiendo en su Encyclopedia of Popular Music, Colin Larkin empareja el álbum con Smiley Smile como dos trabajos "apresuradamente lanzados" que muestran cómo la música de los Beach Boys había "perdido su cohesión", con la participación reducida de Brian Wilson. En su reseña de Allmusic, Richie Unterberger escribió que, además de "Darlin'", "Here Comes the Night" y la canción principal, la mayor parte de Wild Honey era "inescencial". Encontró la música "a menudo bastante agradable, para las grandes armonías, si nada más, pero el material y los arreglos eran simplemente más 'flojos' de lo que habían sido durante mucho tiempo". El periodista musical Tim Sommer llamó a la versión mono original del álbum como "plana y peculiar", pero notó la importancia del álbum como una "[contradicción valiente de] la expansión del rock en pomposas avenidas de volumen, psicodelia y pretensión lírica "sirvió como precursor" de álbumes como Village Green Preservation Society de The Kinks y The Notorious Byrd Brothers de The Byrds (ambos 1968).

## 1967 – Sunshine Tomorrow
Wild Honey fue editado en mono en 1967, pese a que en esa época ya se editaba en estéreo. Recién en 2017 se editó por primera vez una mezcla estéreo del álbum, que apareció en la compilación de rarezas 1967 – Sunshine Tomorrow. El set también incluye numerosos momentos destacados de sesión, tomas alternativas y versiones en vivo de pistas de Wild Honey, además de otro material inédito grabado durante Smiley Smile y de la época de Lei'd in Hawaii. Varios meses después, la compilación fue seguida con dos lanzamientos más exclusivos en formato digital: 1967 – Sunshine Tomorrow 2: The Studio Sessions y 1967 – Live Sunshine. Incluyen más de 100 pistas que quedaron fuera de la primera compilación.

## Recepción
La canción "Wild Honey" permaneció por poco tiempo en listas. Su siguiente sencillo era "Darlin'", en los Estados Unidos alcanzó un puesto en el top 20, mientras el álbum (fue el último LP en ser editado tanto en mono como en estéreo) alcanzó el puesto n.º 24 en los Estados Unidos y el n.º 7 en el Reino Unido. La canción "Here Comes the Night" más tarde se regrabó en una versión disco a finales de los años 1970, pero no tuvo difusión. "How She Boogalooed It" fue escrita por Al Jardine, Mike Love, Bruce Johnston y Carl Wilson. Este fue sin duda el primer álbum original en ser producido por The Beach Boys y no escrito por Brian Wilson.
El término Wild Honey (miel salvaje o silvestre), pudo haber sido producto de un episodio durante la grabación del álbum:

Estábamos grabando este álbum en el estudio de Brian Wilson en Bel Air cuando me fui a la cocina a tomar un poco de té y vi el armario, miré hacia arriba y había un frasco de miel silvestre.
Mike Love.

En 2001 Capitol Records reeditó Wild Honey con Smiley Smile en CD, incluyendo una versión alterna de "Heroes and Villains" que contiene "Cantina section", dos versiones incompletas de "Good Vibrations", "You're Welcome", "Their Hearts Were Full of Spring", y "Can't Wait Too Long". Esta versión en CD también incluyó a fondo apuntes de David Leaf, y fotos inéditas de SMiLE por Jasper Dailey.

## Portada
La imagen colorida que tiene en la portada de Wild Honey es una fotografía de una pequeña sección de una doble ventana complicada de cristal que adornó la casa de Brian y Marilyn Rovell en Bel Air. Aunque la familia Wilson ya no sea es propietaria de la casa, la ventana se desmontó para ser llevada a la casa de Marilyn Wilson-Rutherford. La portada fue diseñada por el artista gráfico John Van Hamersveld.

## Lista de canciones
Todas las canciones escritas y compuestas por Brian Wilson y Mike Love, excepto donde está indicado. 
| Lado A |                                                                                       |                                                                       |          |  |
| N.º    | Título                                                                                | Vocalista principal                                                   | Duración |  |
| 1.     | «Wild Honey»                                                                          | Carl Wilson                                                           | 2:37     |  |
| 2.     | «Aren't You Glad»                                                                     | Mike Love [versos], Brian Wilson [versos y coro] y Carl Wilson [coro] | 2:16     |  |
| 3.     | «I Was Made to Love Her» (Henry Cosby, Sylvia Moy, Lola Mae Hardaway y Stevie Wonder) | Carl Wilson                                                           | 2:05     |  |
| 4.     | «Country Air»                                                                         | Todo el grupo canta                                                   | 2:20     |  |
| 5.     | «A Thing or Two»                                                                      | Brian Wilson, Carl Wilson y Mike Love                                 | 2:12     |  |
| 6.     | «Darlin'»                                                                             | Carl Wilson                                                           |          |  |
| 7.     | «I'd Love Just Once to See You»                                                       | Brian Wilson                                                          | 1:48     |  |
| 8.     | «Here Comes the Night»                                                                | Brian Wilson                                                          | 2:41     |  |
| 9.     | «Let the Wind Blow»                                                                   | Mike Love, Brian Wilson y Carl Wilson                                 | 2:19     |  |
| 10.    | «How She Boogalooed It» (Mike Love, Bruce Johnston, Al Jardine y Carl Wilson)         | Carl Wilson                                                           | 2:00     |  |
| 11.    | «Mama Says»                                                                           | Canta todo el grupo                                                   | 1:05     |  |

## Primera versión
Una primera alineación de Wild Honey fue enviada a Capitol Records durante el invierno de 1967. Si esta versión hubiera sido lanzada, así habría sido como Brother Records fuese quien lo hubiese distribuido, y no por Capitol. Su número de catálogo habría sido Brother ST-9003. De haber sido editado, habría tenido el siguiente orden:
1. "Wild Honey"
2. "Here Comes the Night"
3. "Let the Wind Blow"
4. "I Was Made to Love Her"
5. "The Letter" (The Box Tops)
6. "Darlin'"
7. "A Thing or Two"
8. "Aren't You Glad"
9. "Cool, Cool Water"
10. "Game of Love" (Clint Ballard, Jr. Wayne Fontana & Mindbenders)
11. "Lonely Days"
12. "Honey Get Home"